# モハマド・シャムスリ・ムスタファ
モハマド・シャムスリ・ムスタファ（マレー語: Mohd Syamsuri Mustafa、1981年2月6日 - ）は、マレーシアの元サッカー選手。元マレーシア代表。現役時代のポジションはゴールキーパー。

## クラブ歴
トレンガヌFAで選手となり、正GKを務め、2004年のピアラFAマレーシア準優勝に貢献した。しかし決勝戦ではペラFAにアディショナルタイムで3失点して敗北した。その後パハンFAに移籍。2005-06シーズンにはサポーターの選ぶ最優秀ゴールキーパーに選出された。
2009シーズンにはトレンガヌ州に戻ってきたものの、トレンガヌFAではなくTチームFCに加入した。 

## 代表歴
U-23代表としては2001年と2003年の東南アジア競技大会に参加した。その中で2003年東南アジア競技大会ではマレーシアのゴールキーパーとしては初めて国際試合で得点を獲得した。自陣のペナルティエリアから蹴った長距離の球が主催国であるベトナム代表のゴールに吸い込まれ、試合結果は3-4、マレーシアの勝利に大きく貢献した。
トレンガヌFA時代には既に、モハマド・ハムサニ・アマド、アズミン・アズラム・アブドゥル・アジズ、アジゾン・アブドゥル・カディルと云った面々との競争に勝ち、代表正GKの座を得ていた。2002年にはブラジル代表やマンチェスター・ユナイテッドFCとの試合に勝利している。2002 タイガーカップ、2004 タイガーカップ、2007 東南アジアサッカー選手権と云った国際大会にも参加している。2007年にはAFCアジアカップ2007が行われたが、低調なパフォーマンスのために招集されなかった。このため、2007年3月26日に行われたスリランカ代表戦での出場が最後の出場となった。
2009年には代表に復帰したものの、UAE代表相手に68分で3失点を喫した。

## タイトル

### クラブ
トレンガヌFA
- ピアラFAマレーシア

準優勝: 2004

### 代表
- 東南アジア競技大会

銀メダル: 2001
銅メダル: 2003

### 個人
- 市民選出最優秀ゴールキーパー: 2005-06
- 市民選出最優秀選手: 2005-06
- ゴールデングローブ賞: 2009
- 最優秀ゴールキーパー賞: 2009